# Ten Days of Dawn 1993
Die Ten Days of Dawn 1993 (auch Iran Fajr International 1993 genannt) im Badminton fanden vom 28. Januar bis zum 3. Februar 1993 in Teheran statt.

## Sieger und Platzierte
| Disziplin    | Gold                       | Silber                         | Bronze                                |
| ------------ | -------------------------- | ------------------------------ | ------------------------------------- |
| Herreneinzel | Sung Han-kuk               | Morteza Validarvi              | Mansour Shakoori                      |
| Herreneinzel | Sung Han-kuk               | Morteza Validarvi              | Hameed Nasimi                         |
| Herrendoppel | Kim Moon-soo Park Joo-bong | Hameed Nasimi Mansour Shakoori | Sayed Shahram Arabi Morteza Validarvi |
| Herrendoppel | Kim Moon-soo Park Joo-bong | Hameed Nasimi Mansour Shakoori | J. Elidzgorgy Javia Malakhaz          |